# Monte Popomanaseu
Il monte Popomanaseu è, con i suoi 2335 metri, la vetta più alta delle Isole Salomone ed è situato sull'isola di Guadalcanal, la più estesa dell'intero arcipelago che forma lo Stato.

## Altezza
L'affermazione che attribuiva al Monte Makarakomburu la nomina a montagna più alta di tutte quelle facenti parti dello Stato è stata ritenuta inesatta in seguito allo studio approfondito mediante l'ausilio di radar topografici.
In realtà la vetta più alta è il monte Popomanaseu, che tocca quota 2335 metri. 
Data la sua notevole prominenza topografica viene classificata tra gli ultra prominent peaks.

## Ambiente
La montagna riveste una notevole importanza culturale per la popolazione locale e sulle sue pendici è presente una notevole varietà di habitat che permette la sopravvivenza di molte delle specie endemiche dell'isola di Guadalcanal.